# 雪浪山
31°27′25″N 120°14′58″E / 31.45699°N 120.24935°E
雪浪山，是位于中华人民共和国江苏省无锡市滨湖区雪浪街道的一个旅游景点，是国家级3A景点。

## 特点
雪浪山由泥盆系砂岩构成，山顶原有宋朝所修建雪浪庵，又名横山。属于晖嶂山东延的横脉，东侧为长广溪。1941年5月下旬，新四军独立第二团参谋长杨洪才率部在锡南龙王山、雪浪山抗击并打退日伪军与刀匪的多路进攻。雪浪山当地产茶，有雪浪山生态景观园；此外还有薰衣草田。

## 图库

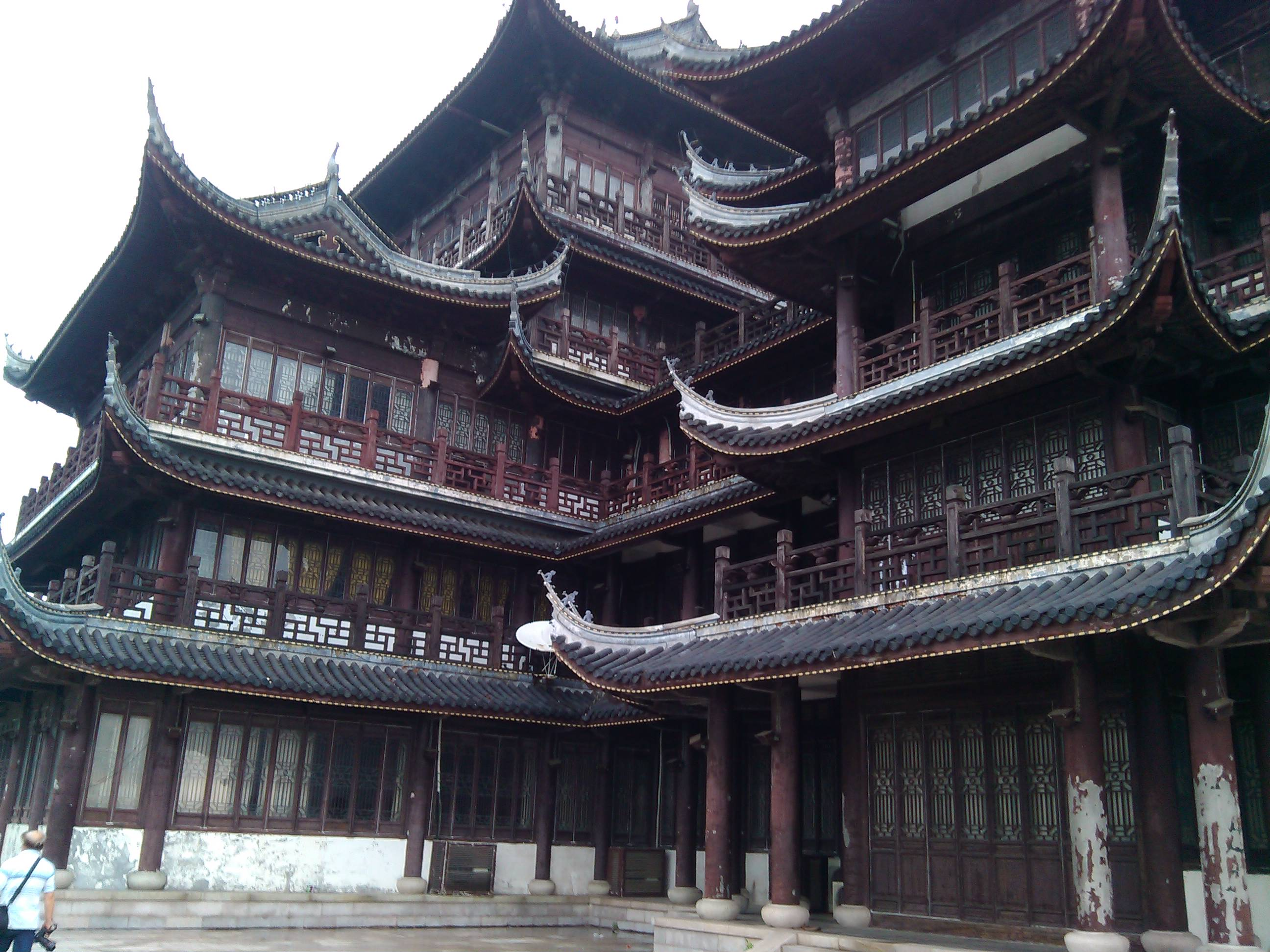
横山寺
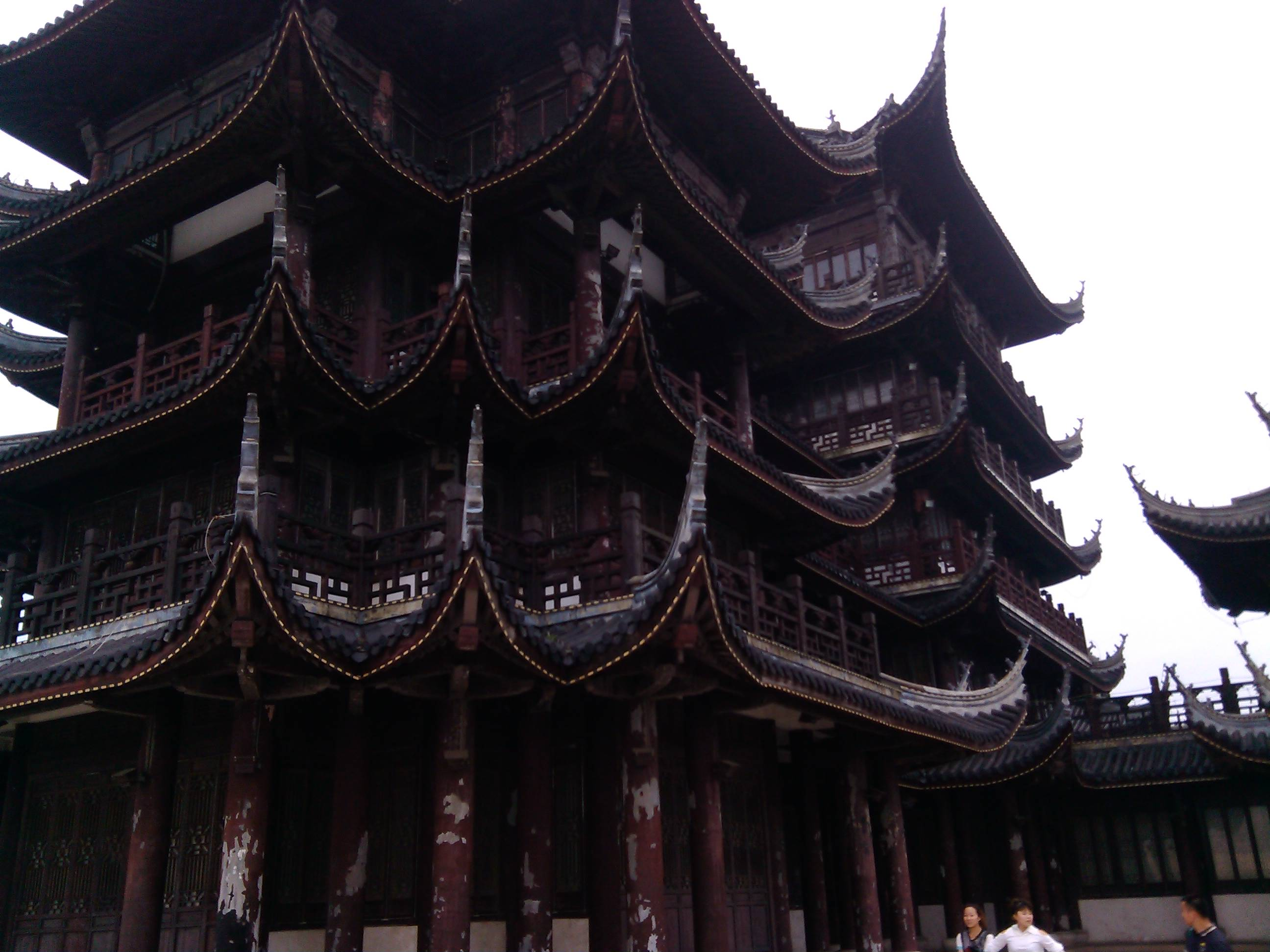
横山寺
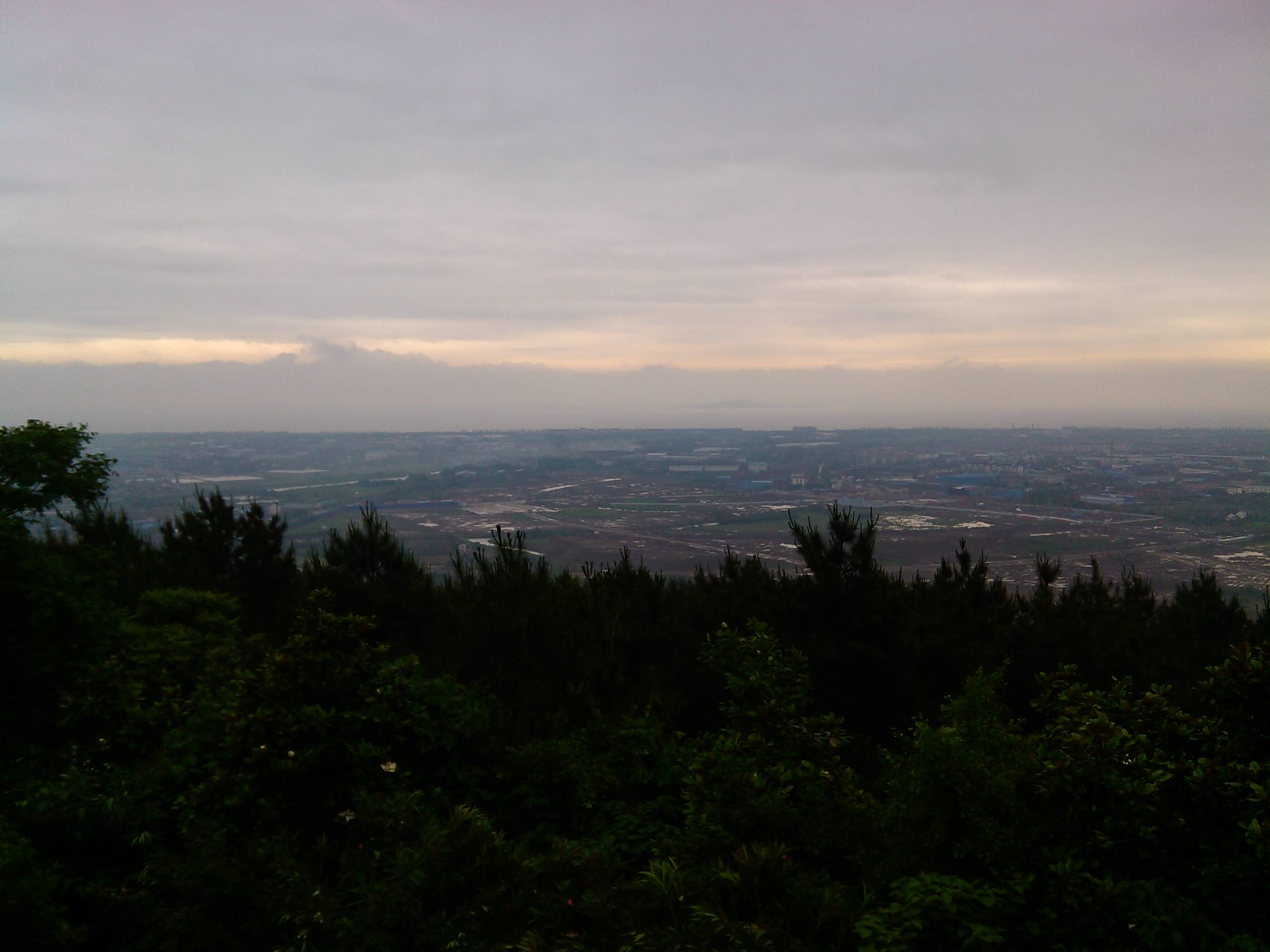
风景
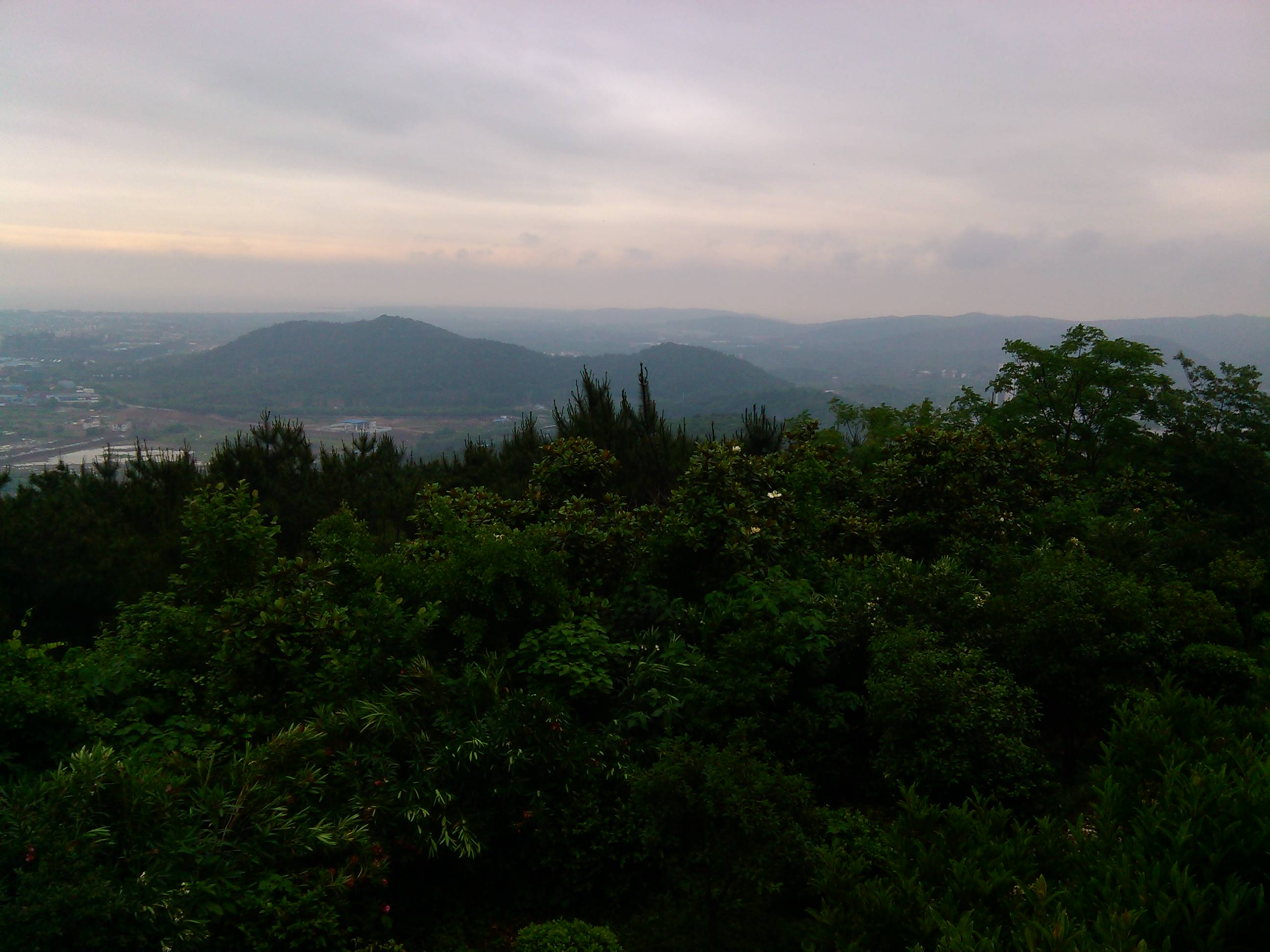
风景
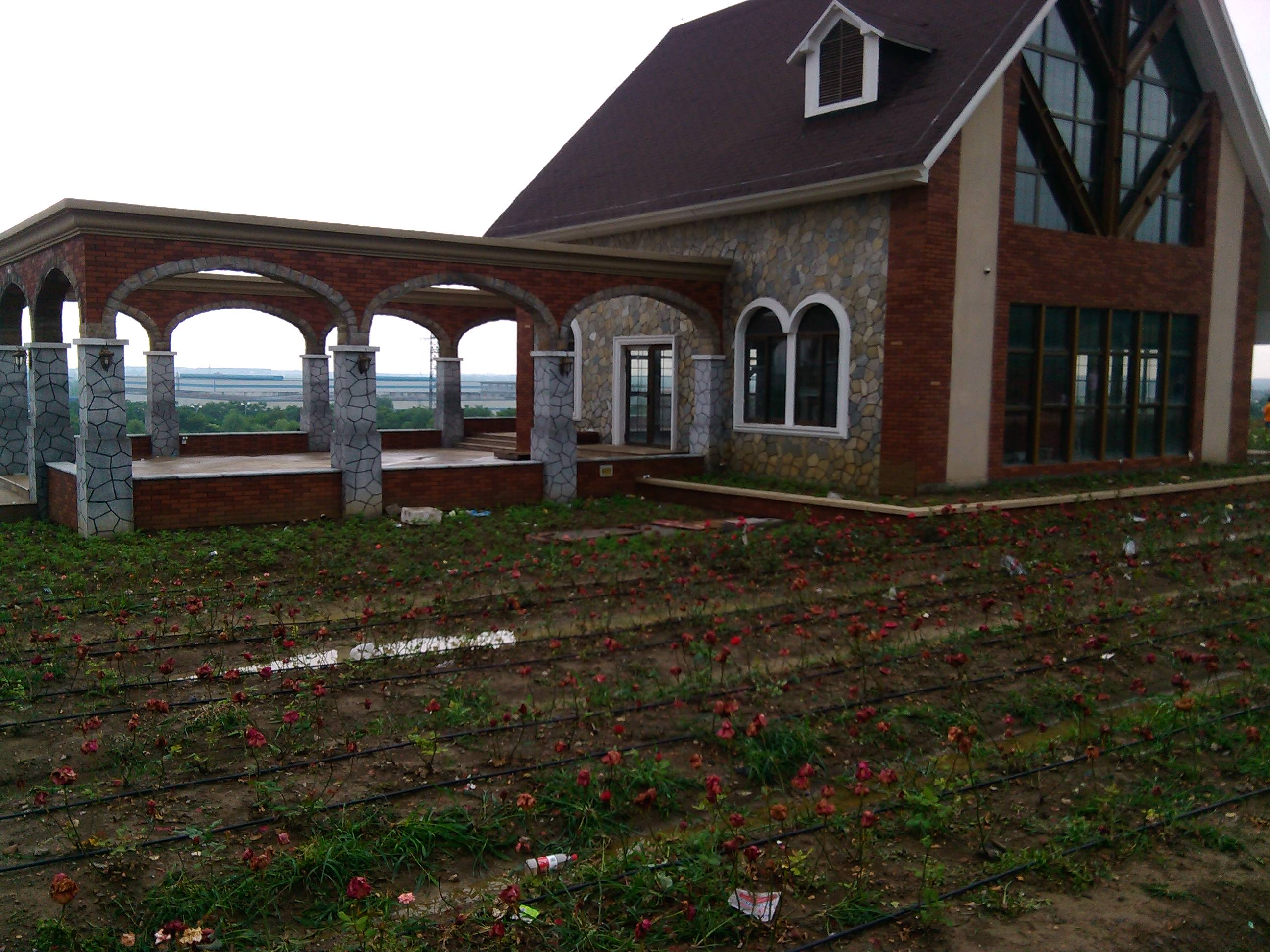
农田
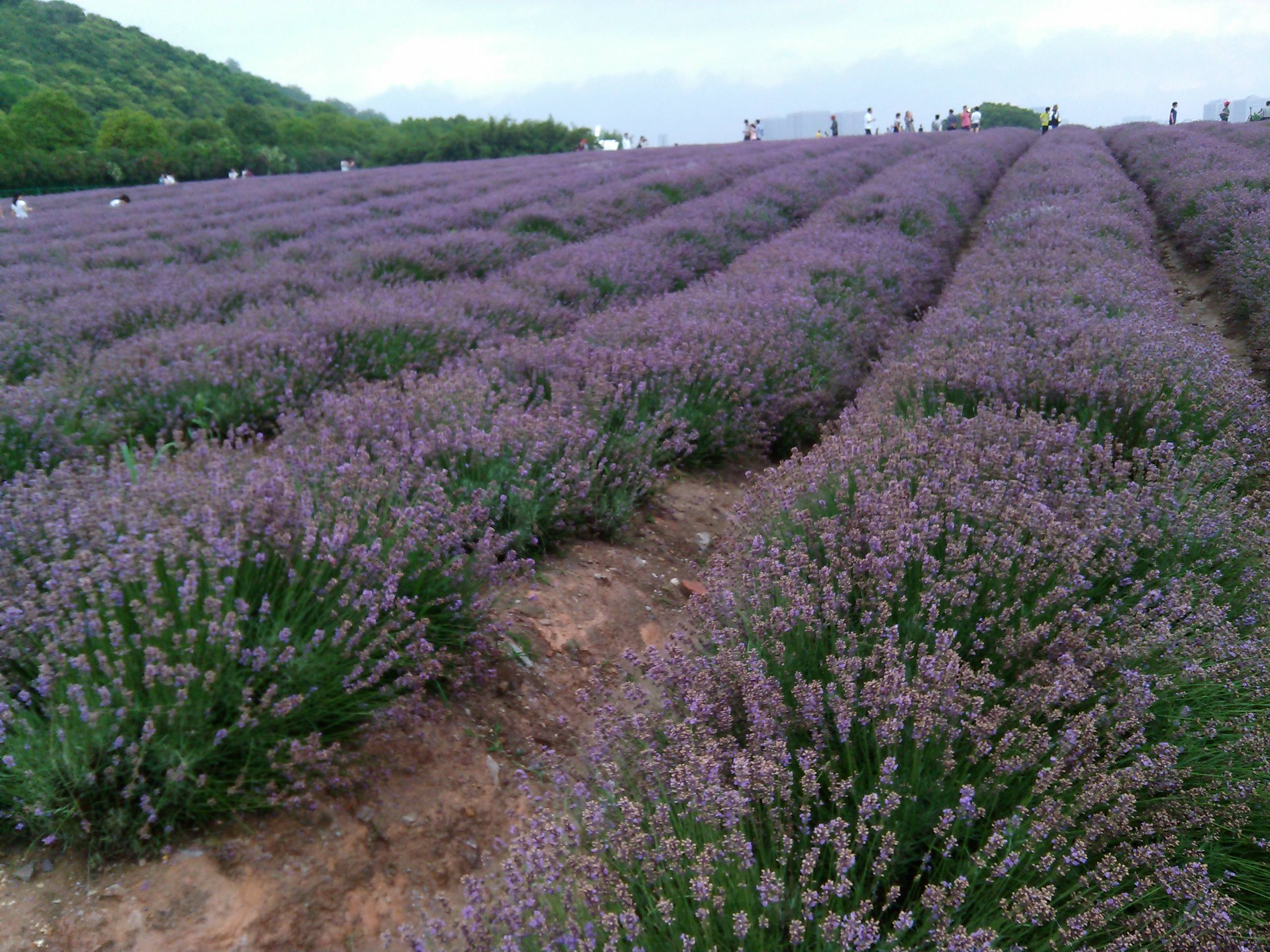
薰衣草
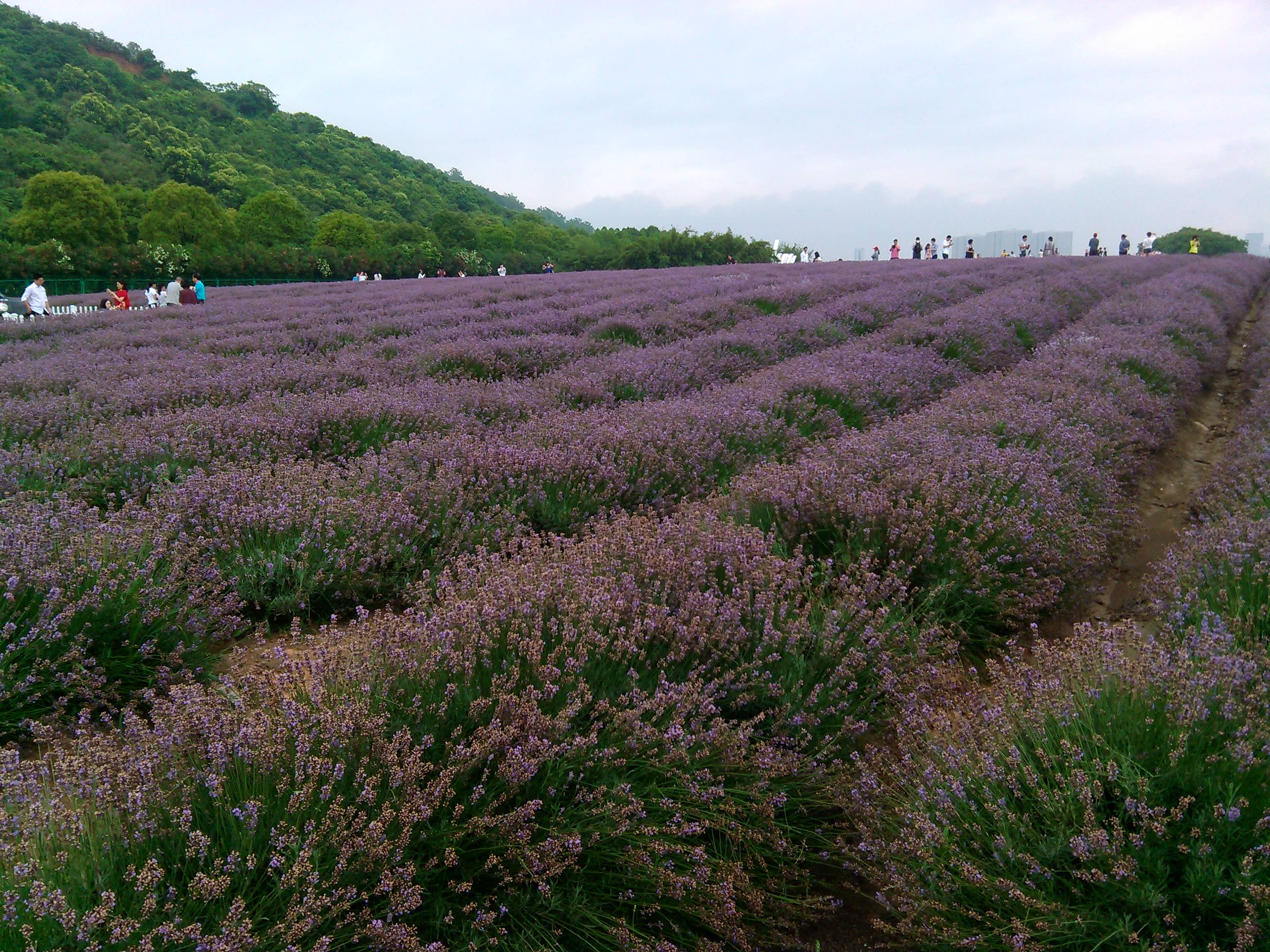
薰衣草
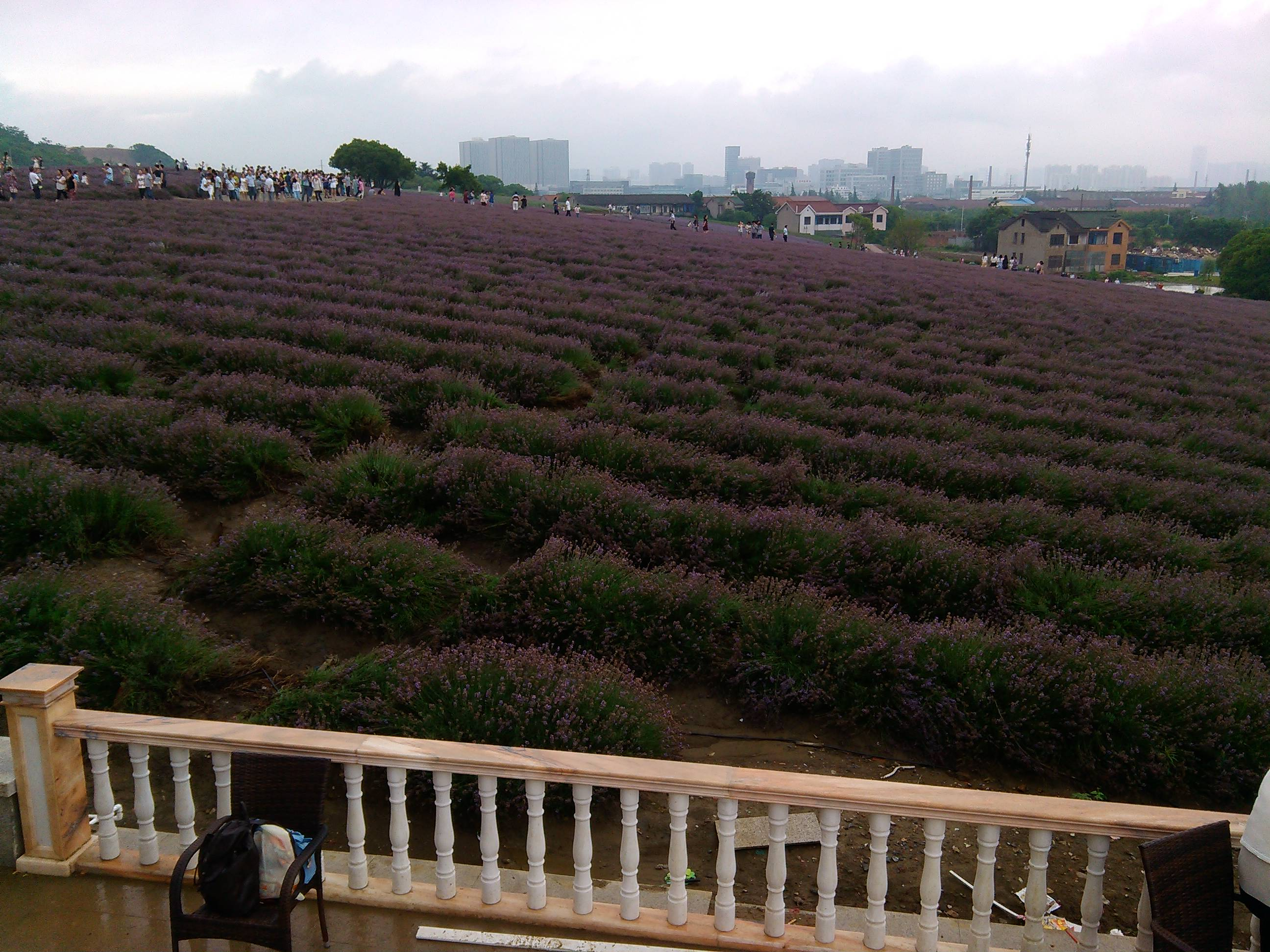
薰衣草田
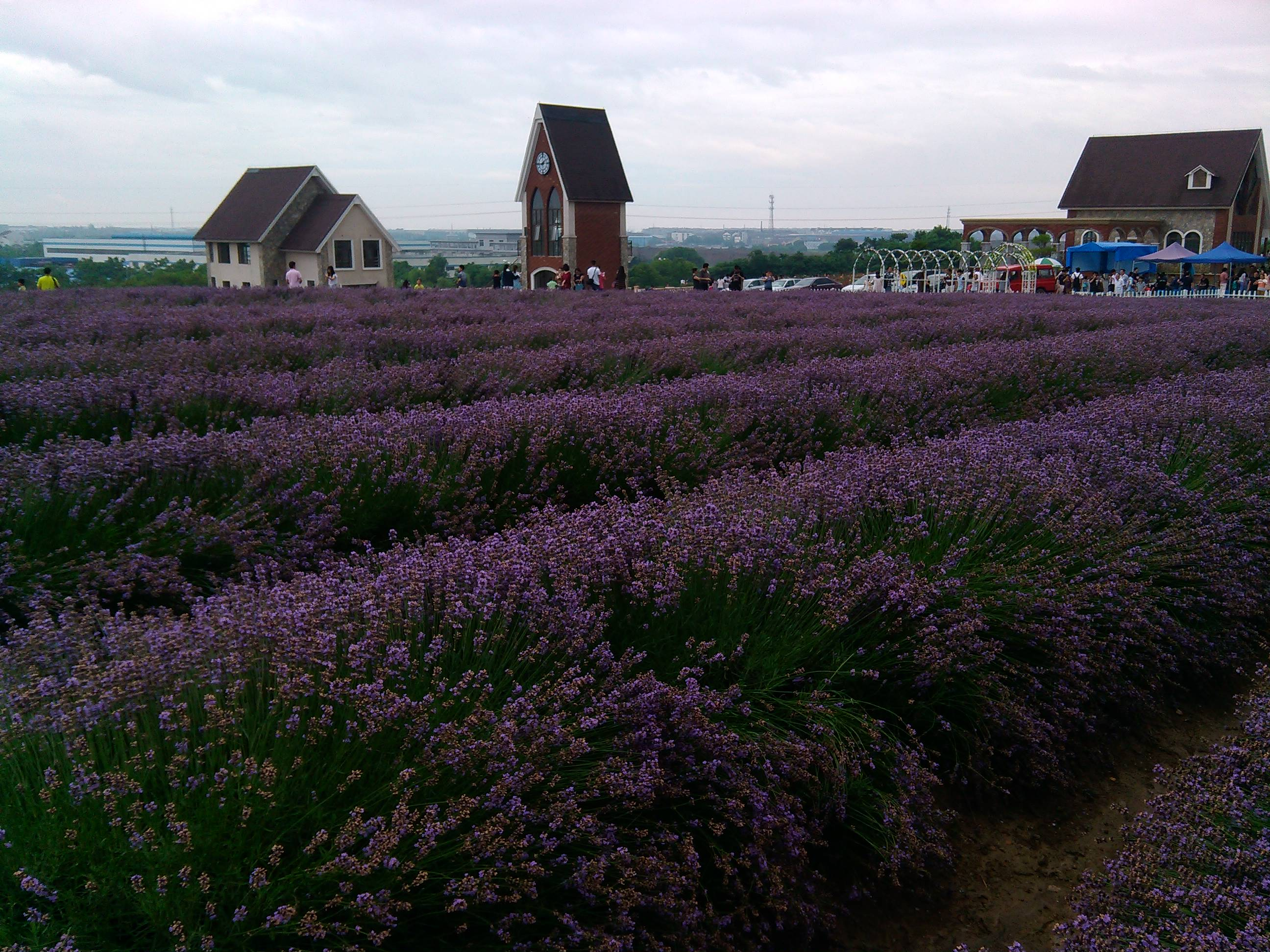
薰衣草田
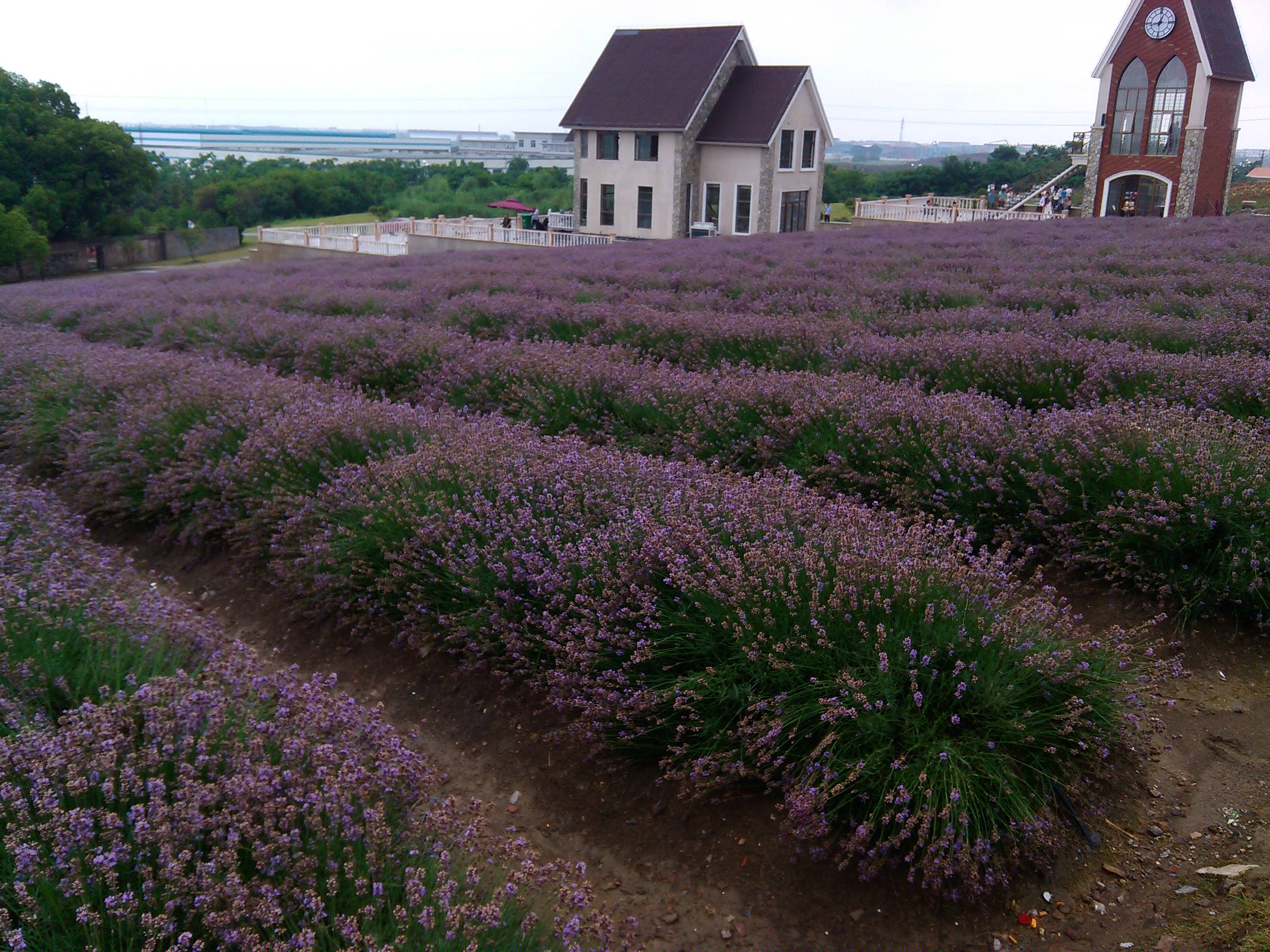
薰衣草田
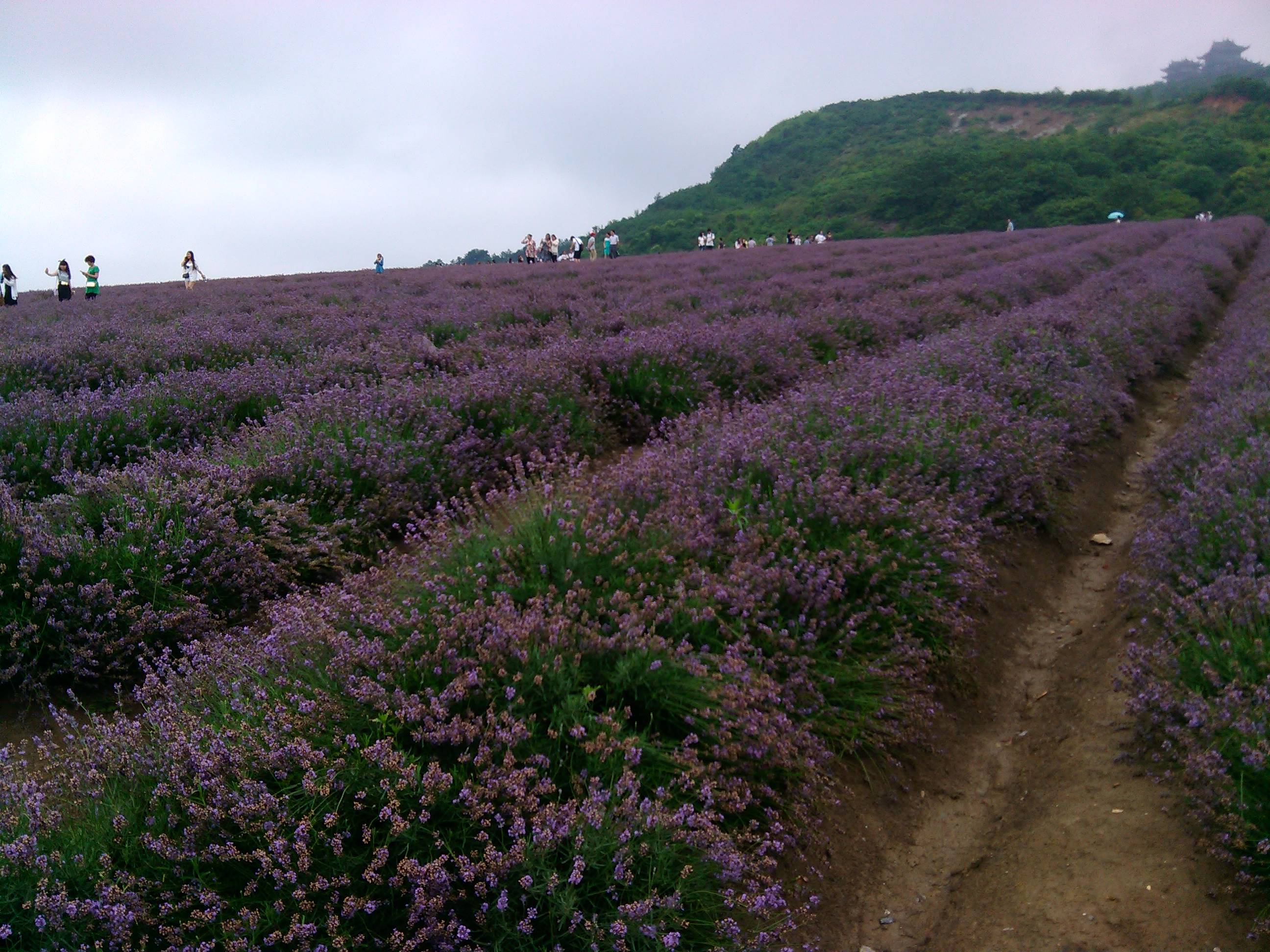
薰衣草田
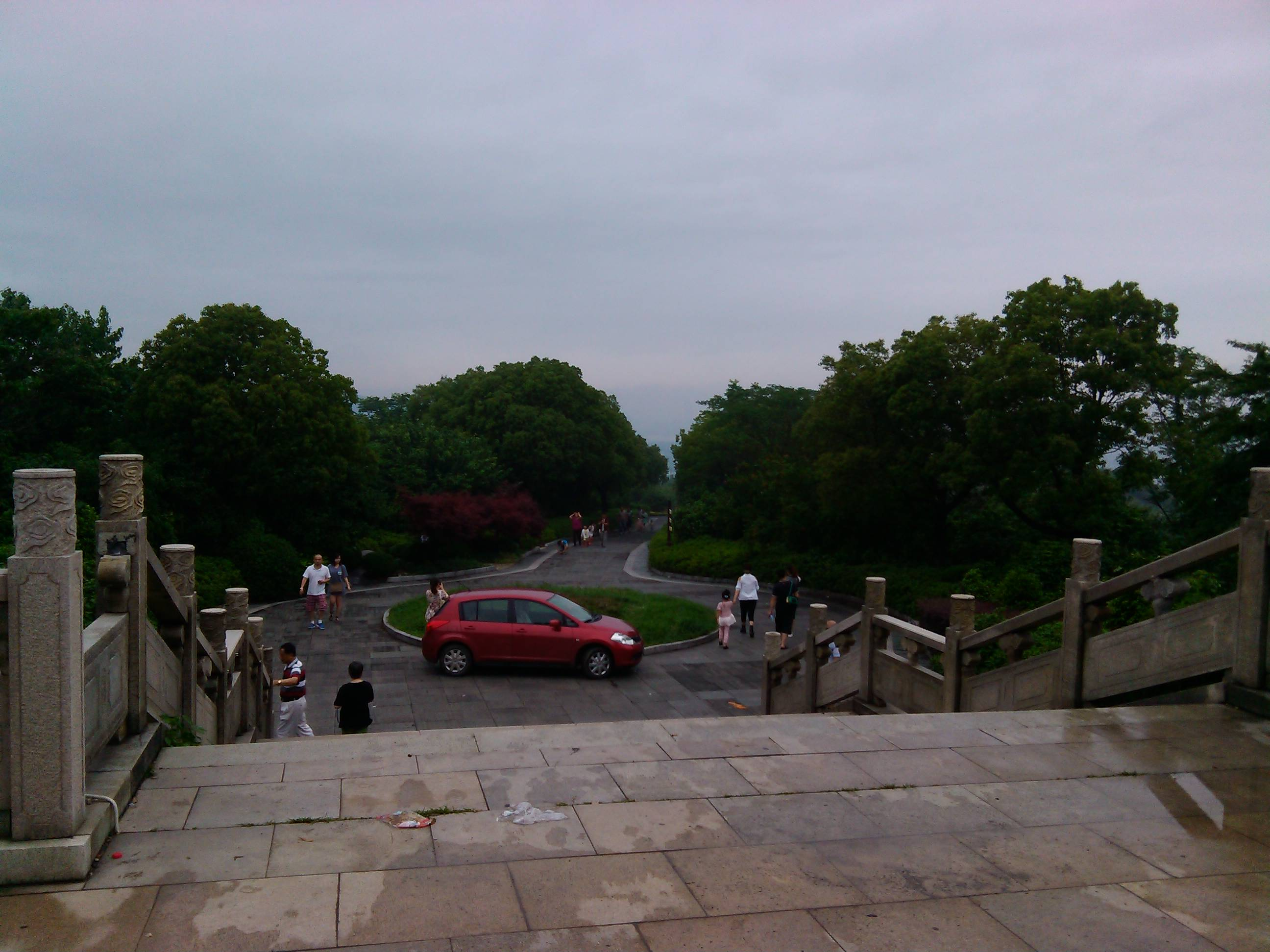
大门